# قلعه ضحاک (فارس)
قلعه ضحاک (تپه ضحاک) مربوط به دوران پیش از تاریخ ایران باستان - دوران‌های تاریخی پس از اسلام است و در ۳ کیلومتری جنوب شرقی فسا در روستای خیرآباد واقع شده و این اثر در تاریخ ۲۴ شهریور ۱۳۱۰ با شمارهٔ ثبت ۱۵ به‌عنوان یکی از آثار ملی ایران به ثبت رسیده‌است.
دور تا دور این قلعهٔ قدیمی خندقی بزرگ وجود داشته‌است که پر از آب بوده و هنوز هم آثار آن پابرجاست، همچنین طبق گفته‌های مردم پیشین برای فراهم آوردن غذا غاری به طول زیاد وجود داشته تا آشپزخانه ضحاک که تعداد انبوه از افراد در آن ایستاده و غذا را دست به دست می‌کردند تا به داخل قلعه ضحاک برسد. تل ضحاک حدود بیست و پنج متر ارتفاع دارد و در اطراف آن تا محوطهٔ خندق، سفالها، آجرها و آثار فراوانی مشاهده می‌شود و بارها توسط کاوشگران و باستان شناسان خارجی و داخلی به گونه‌های مختلف مورد بررسی و کاوش قرار گرفته که طی این کاوشها آثار و اشیاء فراوانی از دورانهای مختلف به دست آمده‌است.